# Sárgatorkú bajszika
A sárgatorkú bajszika (Psilopogon haemacephalus) a madarak (Aves) osztályának a harkályalakúak (Piciformes) rendjébe, ezen belül a Megalaimidae családjába tartozó faj.

## Rendszerezése
A fajt Philipp Ludwig Statius Müller német zoológus írta le 1776-ban, a Bucco nembe Bucco haemacephalus néven. Korábban ezt a madarat a ma már elavult Megalaima nembe sorolták, Megalaima haemacephala név alatt.

## Alfajai
- Psilopogon haemacephalus cebuensis (Dziadosz & Parkes, 1984)
- Psilopogon haemacephalus celestinoi (Gilliard, 1949)
- Psilopogon haemacephalus delica (Parrot, 1907)
- Psilopogon haemacephalus haemacephala (Statius Muller, 1776)
- Psilopogon haemacephalus homochroa (Dziadosz & Parkes, 1984)
- Psilopogon haemacephalus indica (Latham, 1790)
- Psilopogon haemacephalus intermedia (Shelley, 1891)
- Psilopogon haemacephalus mindanensis (Rand, 1948)
- Psilopogon haemacephalus rosea (Dumont, 1816)

## Előfordulása
Banglades, Bhután, India, Indonézia, a Fülöp-szigetek, Kambodzsa, Kína, Laosz, Malajzia, Mianmar, Nepál, Pakisztán, Szingapúr, Srí Lanka, Thaiföld és Vietnám területén honos. 
Természetes élőhelyei a szubtrópusi és trópusi száraz erdők, mangroveerdők, síkvidéki és hegyi esőerdők, cserjések, valamint ültetvények, vidéki kertek és városi régiók. Állandó, nem vonuló faj.

## Megjelenése
Testhossza 16-17 centiméter, testtömege 30-45 gramm.

## Életmódja
Gyümölcsökkel, valamint a kis bogyókkal, rovarokkal és azok lárváival táplálkozik.

## Szaporodása
Ágüregbe készíti fészkét. Fészekalja 2-4 tojásból áll, melyen 12-14 napig kotlik. A fiókák kirepülési időszaka még öt hét.
|  |

## Természetvédelmi helyzete
Az elterjedési területe rendkívül nagy, egyedszáma pedig növekszik. A Természetvédelmi Világszövetség Vörös listáján nem fenyegetett fajként szerepel.